# Agència Catalana de Notícies
L'Agència Catalana de Notícies (ACN) és una agència de notícies catalana de caràcter públic i multimèdia, que es va fundar l'any 1999. L'ACN cobreix informativament Catalunya, així com altres territoris de parla catalana, i també ofereix informació d'allò que afecta directament Catalunya però que passa en altres centres de decisió, com Brussel·les i Madrid, on l'ACN hi té delegacions. Una de les seves funcions és la vertebració de l'espai català de comunicació a través de la seva activitat periodística, motiu pel qual fa una atenció especial a la informació de proximitat. Des de març de 2022 el seu director és Iu Forn.

## Història
Va néixer el 1999 a Girona sota el paraigua del Consorci Local i Comarcal de Comunicació, format per les diputacions de Girona, Lleida i Tarragona, sis consells comarcals i set ajuntaments, governats per Convergència i Unió. Tenia l'objectiu de donar als mitjans locals i comarcals catalans un servei multimèdia per Internet. Va sortir al mercat amb un capital inicial de 480.000 euros i amb una plantilla de 20 treballadors.
Durant una etapa breu va estar en mans de la iniciativa privada, amb una participació minoritària del consorci inicial. El 2000 el Grupo Planeta va adquirir el 75% de l'accionariat de l'empresa titular de l'ACN per 450 milions de pessetes. El 2002 va entrar com a accionista l'empresa pública Corporació Catalana de Ràdio i Televisió (actualment CCMA), que el 2005 es va convertir en soci únic de la companyia. El Govern de la Generalitat va assumir l'any 2007 el 70% de la propietat, mentre que la CCMA en va conservar el 30% restant. Entre 2007 i 2011 visqué una època d'expansió territorial i temàtica. Des del 2010 elabora informació en anglès en una divisió de l'ACN que s'anomena Catalan News. El 2011 l'agència de notícies catalana tenia 300 abonats i un equip de seixanta periodistes, la majoria dels quals eren teletreballadors.
Malgrat l'aprovació del Parlament de Catalunya d'una moció per garantir el model de l'ACN, el 2013 el pressupost de l'ACN es va reduir en 600.000 euros, passant dels 2,4 milions del 2012 a 1,8 milions, una retallada del 25%. La retallada es va aplicar acomiadant 9 treballadors dels 67 existents, el 15% de la plantilla, motiu pel qual van convocar alguns dies de vaga. Anteriorment, entre el 2011 i el 2012 la plantilla ja s'havia reduït de 93 a 67 treballadors. El febrer de 2017, amb 61 treballadors, la majoria dispersats per les delegacions territorials, inaugura una nova seu a l'avinguda Josep Tarradellas de Barcelona.
L'ACN també ofereix el servei Catalan News, un portal en anglès que explica els fets d'actualitat més rellevants que passen a Catalunya, amb articles, vídeos, podcasts, newsletter o xarxes. Es dirigeix als ciutadans estrangers que viuen a Catalunya, que disposen de notícies en anglès per conèixer què passa on viuen, i ciutadans d'arreu del món que tenen interès en el que passa al país.
L'1 de gener de 2022 entra en vigor el primer conveni col·lectiu propi de l'ACN. El segon conveni va entrar en vigor el desembre del 2024. El maig del 2025 es va escollir per primera vegada per concurs públic la directora de l'agència, un càrrec que va assumir Eva Arderius.

## Directors
Llista de directors:
- Carles Puigdemont (1999 – 2002)
- Joan Besson (2002 – 2006)
- Saül Gordillo (2007 – 2011)
- Anna Nogué (2011)[15]
- Joan Maria Clavaguera (maig de 2011 – abril de 2016)
- Marc Colomer (abril de 2016 – març 2022)
- Iu Forn (març 2022- maig 2025)
- Eva Arderius (maig 2025- actualitat)